# Dolní Tošanovice
Dolní Tošanovice är en ort i Tjeckien. Den ligger i den östra delen av landet, 300 km öster om huvudstaden Prag. Dolní Tošanovice ligger 357 meter över havet och antalet invånare är 292.
Terrängen runt Dolní Tošanovice är platt åt nordväst, men åt sydost är den kuperad. Runt Dolní Tošanovice är det ganska tätbefolkat, med 80 invånare per kvadratkilometer. Närmaste större samhälle är Havířov, 11,2 km norr om Dolní Tošanovice. Omgivningarna runt Dolní Tošanovice är en mosaik av jordbruksmark och naturlig växtlighet.